# 日進牧場
有限会社日進牧場（にっしんぼくじょう）は、北海道浦河郡浦河町字西幌別にある競走馬の生産・育成牧場。
1985年に中央競馬クラシック二冠を達成し1987年の天皇賞（春）を制したミホシンザンや、1999年の高松宮記念を制したマサラッキなどの活躍馬を生産した。

## 概要
1962年創業。繁殖場のほか中期育成場、トレーニング場、軽種馬育成調教センター（BTC）内の厩舎の4箇所を擁し、育成場としてはメイショウドトウやタップダンスシチーなどの育成を手がけた。
日本中央競馬会（JRA）に馬主登録されている。勝負服の柄は青、緑袖白縦縞、冠名は特に用いない。

## 主な生産馬

### 八大競走・GI級競走優勝馬
- ホクトボーイ（1976年阪神大賞典、1977年朝日チャレンジカップ、京都記念（秋）、天皇賞（秋）、1979年スワンステークス）
- ミホシンザン（1985年スプリングステークス、皐月賞、京都新聞杯、菊花賞、1987年アメリカジョッキークラブカップ、日経賞、天皇賞（春））
- マサラッキ（1997年函館スプリントステークス、1998年阪急杯、CBC賞、1999年高松宮記念）
- キングズソード（2023年JBCクラシック、2024年帝王賞）[4]

### 重賞競走優勝馬
- タカノカチドキ（1980年京都4歳特別、菊花賞3着）
- サンキンハヤテ（1986年小倉3歳ステークス、1988年阪急杯、セントウルステークス）
- リードトリプル（1986年CBC賞）
- ホリノライデン（1989年阪急杯）
- ホリノウイナー（1991年東京新聞杯）
- ジャニス（1992年府中牝馬ステークス）
- アンバージャック（2006年京阪杯）
- キングズガード（2017年プロキオンステークス）
- ラインカリーナ（2019年関東オークス、2021年ビューチフルドリーマーカップ）
- マーニ（2021年京都ハイジャンプ）

### その他の生産馬
- リックサンブル（1980年優駿牝馬2着）
- ホリノカチドキ（1986年安田記念2着）

## 主な所有馬

### 重賞競走優勝馬
- タシロスプリング（2000年ファンタジーステークス）
- アンバージャック
- キングズガード